# Parc d'État de Split Rock Lighthouse
Ne doit pas être confondu avec Parc d'État de Split Rock Creek.
Le parc d'État de Split Rock Lighthouse est un parc d'État du Minnesota. Il englobe la zone du phare de Split Rock.